# Eloria batesi
Eloria batesi är en fjärilsart som beskrevs av Collenette 1950. Eloria batesi ingår i släktet Eloria och familjen tofsspinnare. Inga underarter finns listade i Catalogue of Life.